# Basilio Urrutia
Basilio José Urrutia Vásquez (Parral, 14 de junio de 1816-Santiago de Chile, 3 de junio de 1881) fue un militar y político chileno que tuvo el grado de General de División y fue el General más antiguo de Ejército y General en Jefe del Ejército de la Frontera desde el 1 de enero de 1876 al 7 de abril de 1879. Participó en conflictos bélicos de Chile, tanto externos como fratricidas, entre la Guerra contra la Confederación Perú-Boliviana e inicios de la Guerra del Pacífico. Públicamente también se desempeñó como ministro de Estado e intendente de la República.

## Antecedentes militares

### Rangos
- 1837: Subteniente
- 1837: Teniente
- 1839: Capitán
- 1851: Sargento mayor
- 1851: Teniente coronel
- 1866: Coronel
- 1871: General de Brigada
- 1874: General de División

### Carrera
Participó en el Ejército Restaurador del Perú como Subteniente, terminando la misión con el grado de Capitán. En 1838 participó en la segunda expedición al Perú, bajo el mando del General Manuel Bulnes y se encontró en la ocupación de Lima. Durante la acción del puente del río Buin fue destacado a una colina inmediata con una sección de su compañía, a fin de proteger la retirada del Ejército. Cortado por el enemigo, escapó con su Unidad arrojándose al río desde lo alto de un barranco. Por su comportamiento en la Batalla de Yungay ascendió a Capitán y obtuvo una medalla de oro. Luego sostuvo, por ocho días consecutivos, los ataques de 1.500 hombres reforzados por algunos peruanos derrotados de Yungay.
Durante la Revolución de 1859 debió batirse en defensa del Gobierno constituido, en los teatros Norte y Sur. En 1864 pasó a desempeñar el cargo de intendente de la provincia de Chiloé y en 1865 fue Intendente de Arauco.
Ascendió a General de División en abril de 1874. Durante dicho año organizó las tropas y artillería desde el Regimiento de Angol para la fundación del fuerte «Juan Colipí de Los Sauces», que daría paso a la fundación de la actual ciudad de la Región de La Araucanía. Después de renunciar al cargo de Ministro de Guerra y Marina, renunciando debido al incidente del Transporte "Rimac", capturado por la fuerza naval peruana.
Fue creador del Batallón Atacama que combatió como unidad de Infantería y obtuvo señalados éxitos durante toda la Guerra del Pacífico. Durante esta guerra fue nombrado Ministro de Estado en la cartera de Guerra y Marina. Al término de su período como Ministro, asume como General en Jefe del Ejército del Sur con fecha 21 de agosto de 1879 y paralelamente ocupa también la Comandancia en Jefe del Ejército del Centro.
En 1881 debe dejar su cargo por motivos de salud y se retiró del Ejército después de más de 40 años de servicio.
Falleció en Santiago, el 3 de junio de 1881.

## Parentescos
Como todos los miembros del alto mando del ejército de su país en esa época, Urrutia era miembro de la elite social por parentesco. 
Hijo legítimo de Mariano José Urrutia y Sepúlveda, patriota de 1810, y de Eulalia Vásquez y Villalba, dueña de la hacienda San Juan de Parral. Por el lado de su padre pertenece a la familia Urrutia de Avellaneda, casa noble originaria del país vasco, y su antepasado que llegó a Chile, Juan Urrutia de Avellaneda, contrajo matrimonio con Josefa de Valdivia, de la misma familia que el conquistador español Pedro de Valdivia. Contrajo primeras nupcias en 1846 con Juana Teodorinda Anguita y Arriagada, hija del teniente coronel Estanislao Anguita Henríquez que participó en la batalla de Maipú, con 9 hijos y en segundas nupcias con Enriqueta White con 2 hijos. Fue padre de Leopoldo Urrutia Anguita, abuelo de Diego Dublé Urrutia y tatarabuelo de  Sylvia Soublette Asmussen.
| Predecesor: Juan Jarpa Caamaño 1870-1875 | General en Jefe del Ejército de Chile 1876-1879 | Sucesor: Justo Arteaga Cuevas 1879 |